# Nigritomyia loewii
Nigritomyia loewii är en tvåvingeart som först beskrevs av Brauer 1882.  Nigritomyia loewii ingår i släktet Nigritomyia och familjen vapenflugor. Inga underarter finns listade i Catalogue of Life.